# 周毖
周 毖（しゅう ひ、? - 190年）は、中国後漢末期の人物。字は仲遠。周珌とも書く。涼州の出身。父は周慎。『後漢書』「献帝紀」・「董卓伝」・「袁紹伝」、『三国志』・「許靖伝」などに記述がある。

## 概要
彼の出身については、「許靖伝」では漢陽郡とあるが、「董卓伝」に関する書には武威郡とある。どちらが正しいかは、不明である。
後漢の実権を握った董卓に、当初は信任されていた。189年、袁紹が官を棄てて出奔したときは侍中の地位にあり、伍瓊や何顒と共に董卓を宥め、袁紹を勃海太守に任命させた。実は周毖と伍瓊はひそかに袁紹と内通していたという。
董卓から吏部尚書に任命され、伍瓊・何顒・鄭泰・許靖と共に人事政策を担当し、荀爽・韓馥・劉岱・孔伷・張咨・張邈といった人物を、次々と官位に就けさせた。
190年、袁紹や張邈達が関東で挙兵し、董卓打倒の態度を鮮明にすると、董卓は長安への遷都を考えるようになった。周毖は督軍校尉となっていたが、伍瓊・黄琬・楊彪と共に長安遷都に反対した。董卓は、周毖と伍瓊がかつて推挙した人材の多くが反旗を翻していることを責めたて、二人を斬首した。
小説『三国志演義』にも登場し、ほぼ同様の最期を迎えている。